# Macromphalina floridana
Macromphalina floridana is een slakkensoort uit de familie van de Vanikoridae. De wetenschappelijke naam van de soort is voor het eerst geldig gepubliceerd in 1965 door Moore.